# ضرورت بی‌خدایی

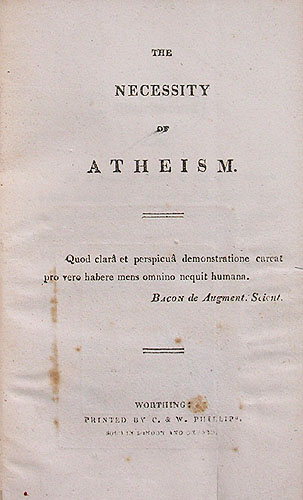
جلد نسخه ۱۸۱۱.

ضرورت بی‌خدایی (به انگلیسی: The Necessity of Atheism) مقاله‌ای درباره بی‌خدایی نوشته شاعر انگلیسی پرسی بیش شلی است، که در سال ۱۸۱۱ توسط سی و دابلیو فلیپز، زمانیکه او در دانشگاه آکسفورد دانشجو بود منتشر شد. در زمان انتشار، این اثر برای مقامات تکان‌دهنده بود و او به علت امتناع از انکار تالیف، به همراه همکلاسی‌اش تامس جفرسون هاگ تنبیه و اخراج شد. نسخه جدید و کاملتری از آن در سال ۱۸۱۳ منتشر شد.